# A3-as autópálya (Litvánia)
Az A3-as autópálya Vilniust köti össze Medininkaival és a fehérorosz határral. Hossza 33,8 km és része az E28-as európai útnak, illetve az európai úthálózatnak. Az E28-as út Berlint köti össze Minszkkel.
A fehérorosz határnál az A3-as az M7-es autópályához csatlakozik amely egészen Minszkig tart. Litvánia autópályáin a megengedett legnagyobb sebesség 110 km/h.

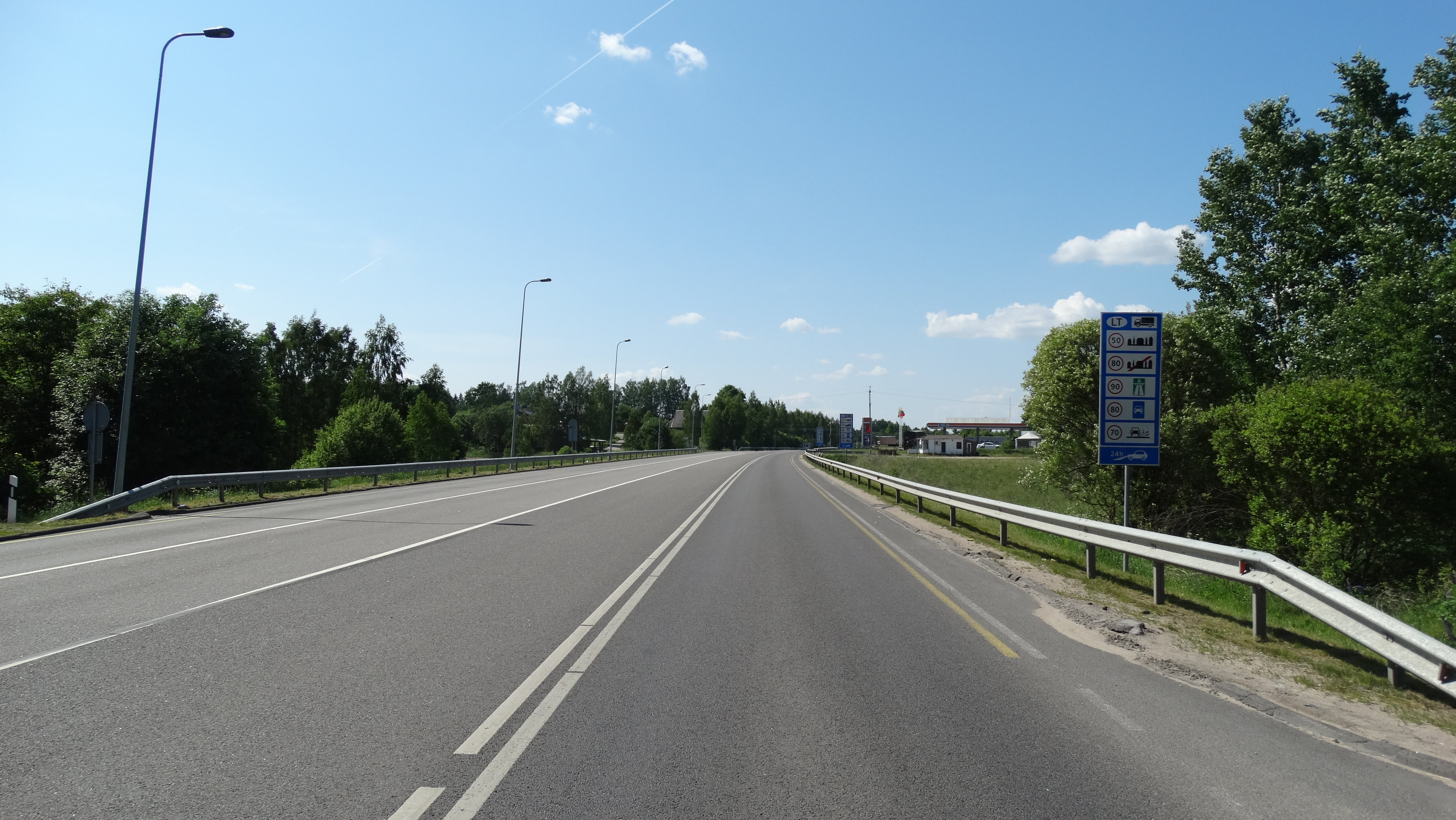
Az A3-as autópálya a litván-fehérorosz határnál

2015-től Litvánia autópályáin átalakították az útdíjfizetési rendszert a teherautók számára, amely szerint a kamionoknak már nem csak az össztömegük és a tartózkodási idejük alapján, hanem a kibocsátási osztályuk szerint is kell fizetniük. A rendszer ezen az autópályán is érvényben van.